# Ludzie z deszczu
Ludzie z deszczu (ang. The Rain People) – amerykański dramat z 1969 roku w reżyserii Francisa Forda Coppoli. Dwóch głównych aktorów – James Caan oraz Robert Duvall – pojawili się w późniejszym obrazie Coppoli Ojciec chrzestny. Późniejszy reżyser, a także przyjaciel Coppoli, George Lucas podczas kręcenia filmu blisko z nim współpracował. Stworzył on 30 minutowy film dokumentalny Filmmaker (1968) na temat powstawania filmu. 

## Opis fabuły
Natalie Ravenna (Knight) prowadzi monotonne, wypełnione obowiązkami życie gospodyni domowej. Sfrustrowana kobieta, mimo iż spodziewa się dziecka, postanawia opuścić męża Vinny'ego (Modica) i wyruszyć w podróż po Stanach. W drodze spotyka autostopowicza, byłego futbolistę Jimmy'ego Kilgannona (Caan), który w przeszłości doznał trwałego uszkodzenia mózgu. W efekcie jest niepełnosprawny umysłowo. Mężczyzna prosi ją, by podwiozła go do rodzinnej miejscowości, gdzie rzekomo czeka na niego praca. Początkowo niechętna temu pomysłowi kobieta daje się w końcu przekonać i zabiera Kilgannona ze sobą. Wspólna wyprawa okazuje się dla obojga podróżą życia. Klasyczny film drogi w reżyserii pięciokrotnego zdobywcy Oscara, Francisa Forda Coppoli, swoją stylistyką nawiązuje do dzieł francuskiej Nowej Fali. Jego scenariusz powstał na podstawie krótkiego opowiadania autorstwa Coppoli pt. "Echoes".

## Obsada
- James Caan – Kilgannon
- Shirley Knight – Natalie
- Robert Duvall – Gordon
- Tom Aldredge – pan Alfred
- Robert Modica – Vinny (mąż Natalie)
- Marya Zimmet – Rosalie
- Andrew Duncan – Artie
- Margaret Fairchild – Marion
- Sally Gracie – Beth
- Alan Manson – Lou
- Eleanor Coppola – żona Gordona (niewymieniona w czołówce)

## Zdjęcia
Film kręcono na terenie USA, w stanach: Kolorado, Nebraska, Nowy Jork, Pensylwania, Tennessee, Wirginia (miasto Harrisonburg) oraz Wirginia Zachodnia (Clarksburg i okolice).

## Nagrody
Obraz zdobył Złotą Muszlę na Międzynarodowym Festiwalu Filmowym w San Sebastián w 1969 roku.

## Recepcja
Odbiór filmu był zróżnicowany. Wielu widzów przyjęło go jedynie jako przyzwoity, a nie wielki film Coppoli. W późniejszych latach stał się obrazem kultowym będąc jednym z wielu filmów nawiązujących do tematu kryzysu małżeńskiego. Ludzie z deszczu dał okazję do zaprezentowania swoich umiejętności Duvallowi i Caanowi, którzy wtedy mieszkali razem, grając wspólnie w kilku filmach.